# Centro di gravità permanente
Centro di gravità permanente (traducida como «Centro de gravedad permanente») es una canción del cantautor italiano Franco Battiato. Fue lanzado como pista de su undécimo álbum de estudio La voce del padrone el 21 de septiembre de 1981.  
La canción fue lanzada como sencillo en Países Bajos (Capitol ), Argentina (EMI), España (EMI/Odeon) y Francia (EMI/Pathé). En 1986 se publicó en España una versión en español traducida por Carlos Toro con el título Centro de gravedad permanente.
Centro di gravità permanente es una de las canciones más emblemáticas de Franco Battiato.

## Versión en español
En 1985 publica esta canción en castellano y tiene un gran éxito en España, llegando a alcanzar el número 1 en las listas. Franco Battiato rompe con la imagen que se tenía en España de los cantantes italianos, ya que hasta la fecha todos eran jóvenes, apuestos, románticos...

## En TV
La canción aparece en la temporada 4 de la serie de televisión de Netflix La Casa de Papel, interpretada por el elenco. 
Además, Battiato hizo muchas apariciones en cadenas de TV españolas en las que interpretó la canción.